# Giải quần vợt Pháp Mở rộng 2018 - Đôi nam xe lăn
Stéphane Houdet và Nicolas Peifer là đương kim vô địch và bảo vệ thành công danh hiệu của họ, đánh bại Frédéric Cattaneo và Stefan Olsson trong trận chung kết, 6–1, 7–6(7–5).

## Hạt giống
1. Stéphane Houdet /  Nicolas Peifer (Vô địch)
2. Alfie Hewett /  Gordon Reid (Bán kết)

## Kết quả

### Từ viết tắt
| - Q = Vòng loại - WC = Đặc cách - LL = Thua cuộc may mắn - Alt = Thay thế - SE = Miễn đặc biệt | - PR = Bảo toàn thứ hạng - w/o = Thắng nhờ đối thủ rút lui trước trận đấu - r = Bỏ cuộc giữa trận đấu - d = Bị xử thua - SR = Xếp hạng đặc biệt |

### Chung kết
|  | Bán kết | Bán kết                          | Bán kết | Bán kết                         | Bán kết |    |                                | Chung kết | Chung kết | Chung kết | Chung kết | Chung kết |  |
|  |         |                                  |         |                                 |         |    |                                |           |           |           |           |           |  |
|  | 1       | Stéphane Houdet Nicolas Peifer   | 4       | 6                               | [13]    |    |                                |           |           |           |           |           |  |
|  | 1       | Stéphane Houdet Nicolas Peifer   | 4       | 6                               | [13]    |    |                                |           |           |           |           |           |  |
|  |         | Gustavo Fernández Shingo Kunieda | 6       | 3                               | [11]    |    |                                |           |           |           |           |           |  |
|  |         | Gustavo Fernández Shingo Kunieda | 6       | 3                               | [11]    | 1  | Stéphane Houdet Nicolas Peifer | 6         | 7         |           |           |           |  |
|  |         |                                  |         |                                 |         | 1  | Stéphane Houdet Nicolas Peifer | 6         | 7         |           |           |           |  |
|  |         |                                  |         | Frédéric Cattaneo Stefan Olsson | 1       | 65 |                                |           |           |           |           |           |  |
|  |         | Frédéric Cattaneo Stefan Olsson  | 6       | Frédéric Cattaneo Stefan Olsson | 1       | 65 | 6                              |           |           |           |           |           |  |
|  |         |                                  |         |                                 |         |    |                                |           |           |           |           |           |  |
|  | 2       | Alfie Hewett Gordon Reid         | 4       | 4                               |         |    |                                |           |           |           |           |           |  |